# 坂井大将
坂井大将（1997年1月18日—），日本足球運動員，現效力於泰超球隊沙沒巴干城，司職中場。

## 俱乐部生涯
坂井大将在U17世青赛起受到关注，其出众的技术及跑动能力及左右边后卫以外的位置也可以胜任等优点受到称赞。今年世界杯作为支援球员随国家队出征，在大分目前双重注册且在天皇杯有进球。
由英国卫报评选的40名在次世代出生的年轻球员中，大分三神U18后卫坂井大将作为唯一的日本球员入选。
日乙联赛球队大分三神官方宣布U18青年队中场坂井大将下赛季正式升入一线队。
2017年夏天，日本国青队长坂井大将离开了大分三神，有期限地加入了比乙球队图比斯 。虽然转会后马上得到了出场机会，但是之后由于取得了VISA他的出场变得困难，所以他最后解除了和圖比斯的合同。

## 國家隊生涯
坂井大将作为东京奥运的备选成员，他在2017年去韩国参加了U-20世界杯的集训。森保一率领的2020年东京奥运代表队虽然目前还未邀请他，但是3月下旬赴巴拉圭远征的U-21代表已经选拔上他了。
坂井大将是现日本U17、U18、U19三个年龄段青年国家队成员，并在今年被评为世界40位未来人才球员中唯一一名来自日本的球员。

## 外部連結
- （日語）J.League Data Site（页面存档备份，存于）
- 坂井大将 – FIFA國際賽競賽紀錄 (存檔)
- 日本職業足球聯賽中的坂井大将 （日語）
- Profile at Oita Trinita（页面存档备份，存于）
- Soccerway資料庫：坂井大将